# 40e législature de l'Assemblée fédérale suisse
La 40e législature des Chambres fédérales s'étend du 1er décembre 1975 au 25 novembre 1979. Elle correspond à la 40e législature du Conseil national, intégralement renouvelé lors des élections fédérales de 1975.